# Dorset Naga
Dorset Naga, или Naga Dorset, — сорт перца-чили вида Капсикум китайский (Capsicum chinense). По словам заводчиков Майкла и Джоя Мишо (англ. Michael and Joy Michaud) из Вест-Бексингтона (Дорсет, Великобритания), этот сорт является одним из самых жгучих перцев чили в мире. Измерения на образцах плодов дали в среднем 923 тысячи единиц по шкале Сковилла.

## Жгучесть
По словам заводчиков, Dorset Naga — сорт, созданный в результате селекции оригинального Naga Morich, который происходит из Бангладеш. Благодаря выбору, основанному на размере растения, быстром сроке созревания, размере и форме плодов, свойства растений стабилизировались в течение пяти лет. Ежегодно, начиная с 2005 года, уровень жгучести Dorset Naga варьировался от 661 451 ЕШС для зелёных плодов в 2007 году до 1 032 310 ЕШС для спелых плодов, собранных в 2009 году.
В программе Gardeners’ World телеканала BBC был зафиксирован гораздо более высокий уровень жгучести Dorset Naga. В рамках программы 2006 года команда садоводов BBC провела исследование, в котором были рассмотрены несколько разновидностей перцев-чили, включая Dorset Naga. Тестирование уровня жгучести был проведён Warwick HRI, результатом которого стало 1 598 227 единиц для Dorset Naga — одним из самых высоких уровней жгучести, зарегистрированных в то время для перцев-чили.
В то же время плоды близкого сорта Naga Jolokia были оценены как имеющие сходные значения единиц жгучести.

## Предыдущие и последующие лидеры
Самым жгучим перцем-чили до Dorset Naga был «Red Savina», который также принадлежит к виду Капсикум китайский. С 1994 года он был зарегистрирован Книгой рекордов Гиннесса как самый жгучий перец-чили в мире со жгучестью 577 тысяч ЕШС.
В 2012 году Dorset Naga был заменён Trinidad Moruga Scorpion на втором, в 2013 году «Каролинским Жнецом» на третьем месте самого жгучего перца-чили. Оба сорта имеют уровень жгучести более чем 2 млн ЕШС.

## Галерея

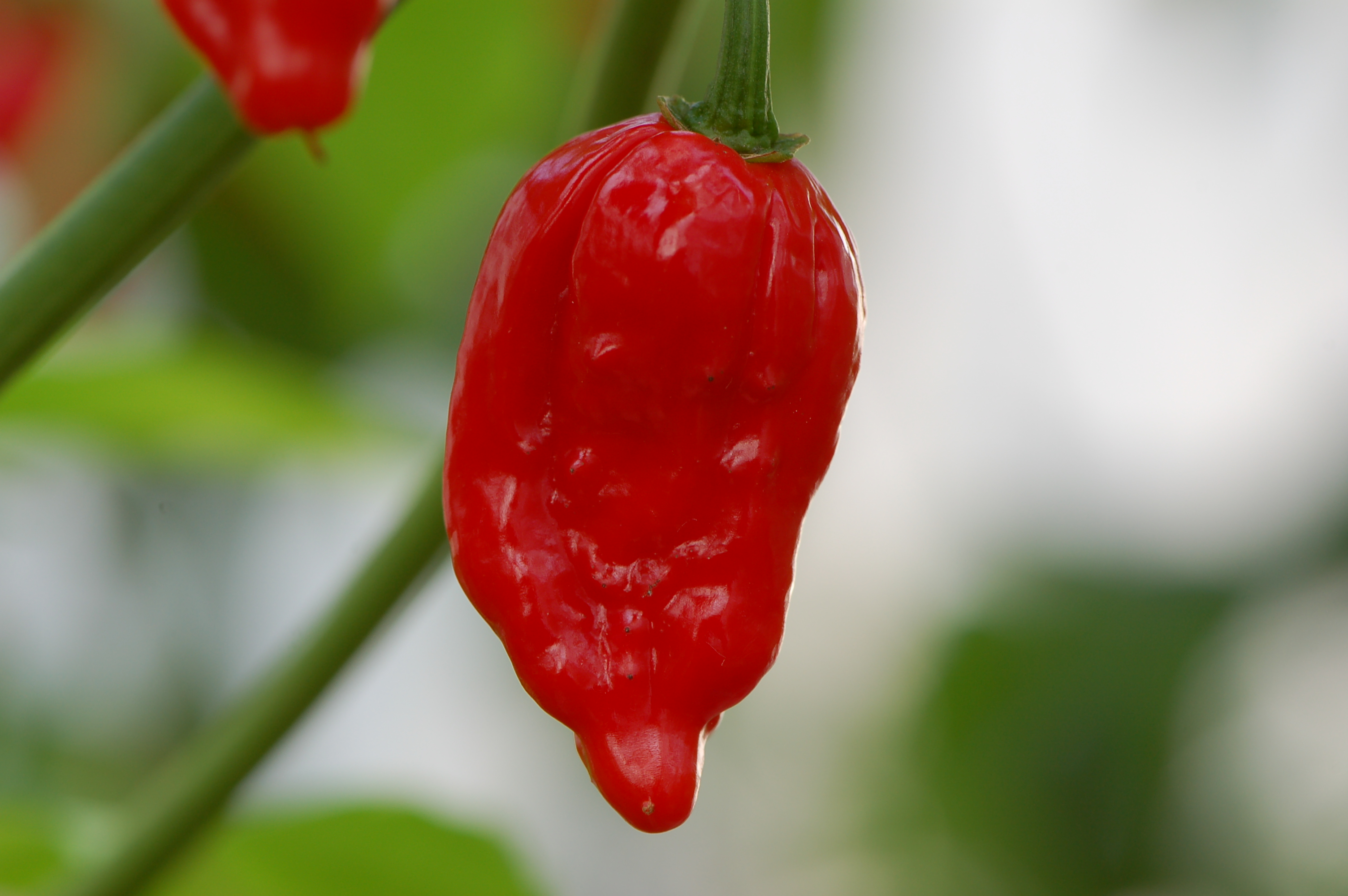
Созревший плод ярко-красного цвета
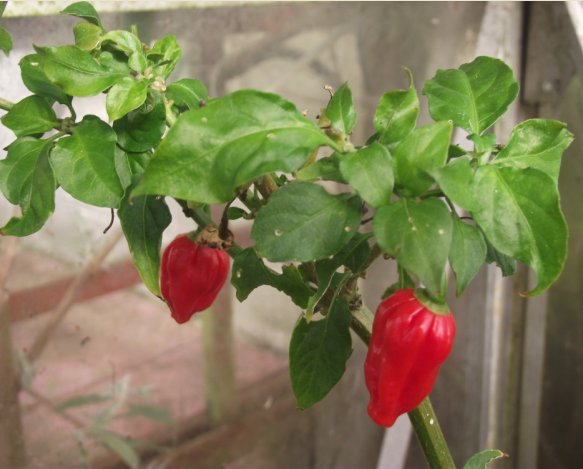
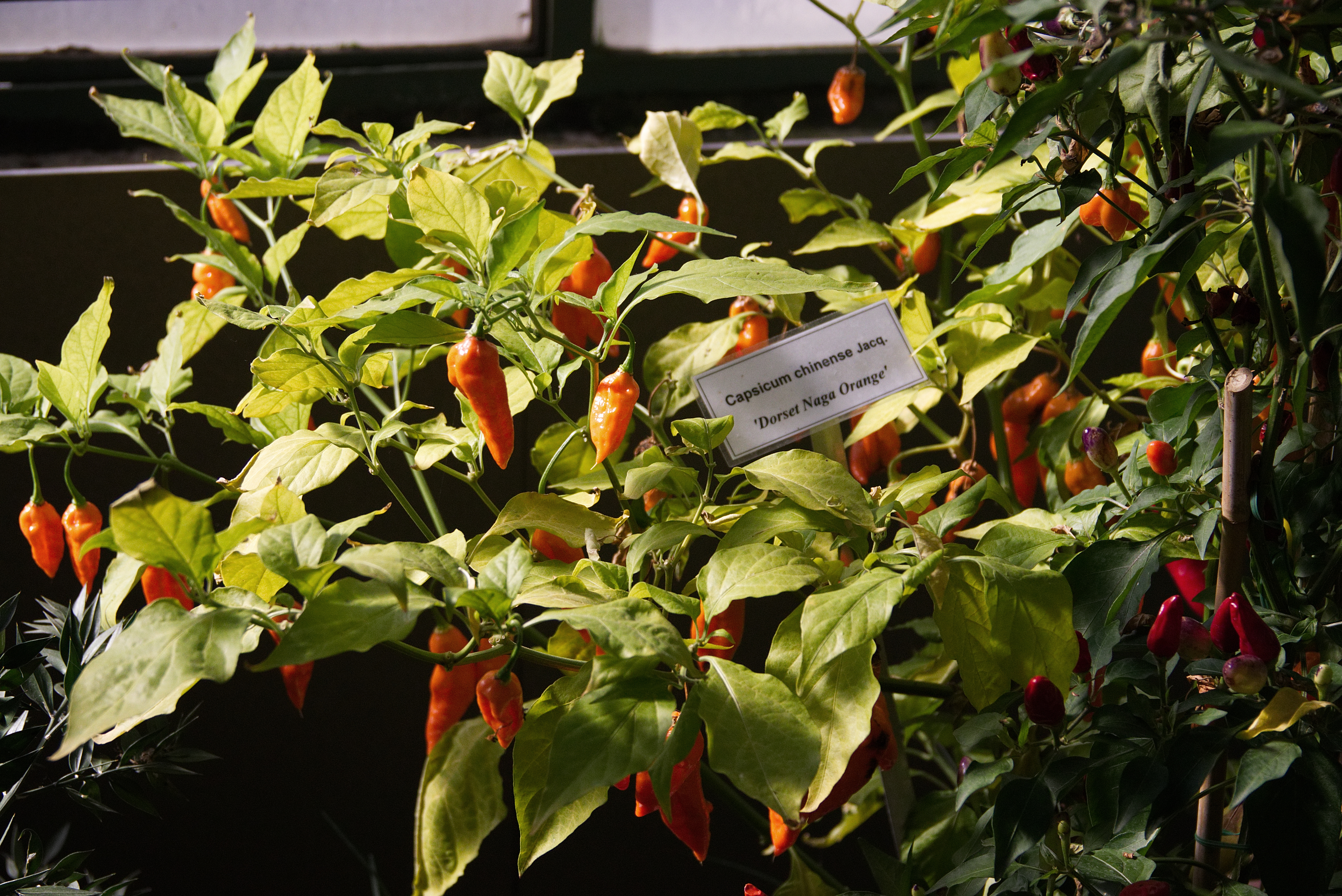
Оранжевый Dorset Naga